# 紐瓦克鎮區 (愛荷華州韋伯斯特縣)
紐瓦克鎮區（英語：Newark Township）是位於美國愛荷華州韋伯斯特縣的一個行政鎮區。

## 地方資料
根據2010年美國人口普查的數據，紐瓦克鎮區的面積為93.49平方千米，當中陸地面積為93.49平方千米，而水域面積為0.00平方千米。當地共有人口311人，而人口密度為每平方千米3.33人。